# جوسيف شيلر
جوسيف شيلر هو عالم نبات وأستاذ جامعي وعالم أحياء سويسري، ولد في 16 يونيو 1877، وتوفي في 1960.